# Ріверсайд (Вашингтон)
Ріверсайд (англ. Riverside) — місто (англ. town) в США, в окрузі Оканоган штату Вашингтон. Населення — 329 осіб (2020).

## Географія
Ріверсайд розташований за координатами 48°30′48″ пн. ш. 119°30′56″ зх. д. / 48.51333° пн. ш. 119.51556° зх. д. (48.513226, -119.515692).  За даними Бюро перепису населення США в 2010 році місто мало площу 2,58 км², з яких 2,52 км² — суходіл та 0,06 км² — водойми. В 2017 році площа становила 2,34 км², з яких 2,30 км² — суходіл та 0,04 км² — водойми.

## Демографія
Згідно з переписом 2010 року, у місті мешкало 280 осіб у 128 домогосподарствах у складі 78 родин. Густота населення становила 109 осіб/км².  Було 154 помешкання (60/км²).
Расовий склад населення:
| - 87,1 % — білих - 7,5 % — корінних американців - 1,8 % — осіб інших рас |

До двох чи більше рас належало 3,6 %. Частка іспаномовних становила 6,4 % від усіх жителів.
За віковим діапазоном населення розподілялося таким чином: 20,0 % — особи молодші 18 років, 57,9 % — особи у віці 18—64 років, 22,1 % — особи у віці 65 років та старші. Медіана віку мешканця становила 47,0 року. На 100 осіб жіночої статі у місті припадало 100,0 чоловіків;  на 100 жінок у віці від 18 років та старших — 96,5 чоловіків також старших 18 років.
Середній дохід на одне домашнє господарство  становив 36 578 доларів США (медіана — 32 500), а середній дохід на одну сім'ю — 41 299 доларів (медіана — 32 153). Медіана доходів становила 30 000 доларів для чоловіків та 23 250 доларів для жінок. За межею бідності перебувало 26,7 % осіб, у тому числі 35,9 % дітей у віці до 18 років та 7,3 % осіб у віці 65 років та старших.
Цивільне працевлаштоване населення становило 151 осіб. Основні галузі зайнятості: освіта, охорона здоров'я та соціальна допомога — 23,2 %, роздрібна торгівля — 19,2 %, оптова торгівля — 15,2 %, будівництво — 12,6 %.